# Giuseppe di Salm-Reifferscheid-Dyck
Giuseppe Francesco Maria Antonio Uberto Ignazio di Salm-Reifferscheid-Dyck, I principe di Salm-Reifferscheid-Dyck (in tedesco Joseph zu Salm-Reifferscheidt-Dyck) (Neuss, 4 settembre 1773 – Nizza, 21 marzo 1861), è stato un principe, botanico, scrittore e politico tedesco.
La dicitura SALM-DYCK, posta spesso a seguire delle indicazioni di nomenclatura binomiale nei cataloghi di specie, identifica il cognome dello scienziato.

## Biografia

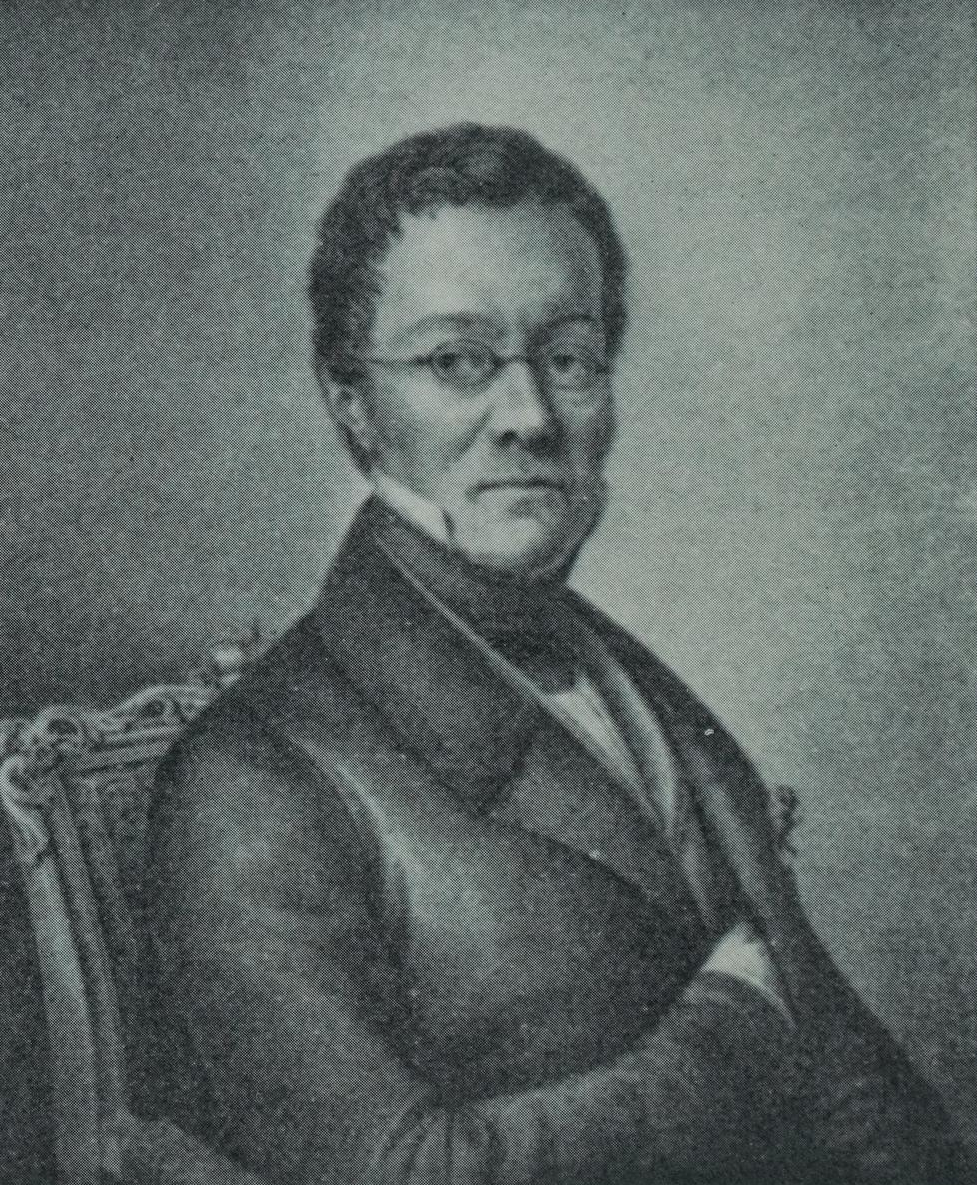
Giuseppe di Salm-Reifferscheid-Dyck in un'incisione della prima metà dell'Ottocento

Giuseppe di Salm-Reifferscheidt-Dyck era figlio dell'altgravio Francesco Giovanni Guglielmo di Salm-Reifferscheidt-Dyck e di sua moglie, la contessa Auguste von Waldburg zu Zeil und Wurzach (1743-1776). Per parte di sua nonna paterna era imparentato coi principi di Thurn und Taxis.
Dopo aver studiato presso i gesuiti di Colonia, si recò a Vienna, a Bruxelles ed a Parigi dove compì alcuni studi accademici. Poco dopo suo padre perse la sovranità sulla sua contea a favore della Francia rivoluzionaria che la annetté alla Renania ed egli per questo si recò diverse volte nella capitale francese per assicurarsi che i beni della sua famiglia venissero preservati. Utilizzò i suoi regolari soggiorni a Parigi anche per scopi scientifici di botanica, che sin dalla gioventù fu una delle sue più grandi passioni. Per questo nel suo castello di Dyck progettò a partire dal 1794 un nuovo giardino all'inglese su progetto di Thomas Blaikie, di Maximilian Friedrich Weyhe e di Peter Joseph Lenné con numerose serre per la coltivazione di piante esotiche.
Il suo primo matrimonio con la contessa Marie Therese zu Hatzfeld (1776–1838) finì con un divorzio nel 1801 dopo appena 10 anni di unione, e con i due figli nati da questa unione morti ancora giovanissimi. Nel 1803 sposò la scrittrice Constance de Théis, anche lei divorziata. La coppia era solita trascorrere i mesi invernali a Parigi, cosa che fece per i 20 anni successivi al matrimonio, e presto la residenza del conte di Salm divenne uno dei più attivi circoli culturali di studiosi e artisti della capitale francese. Nel 1805 venne eletto al parlamento di Parigi, ottenendo inoltre il ruolo di grand louvetier di Francia per Napoleone e di cancelliere della 4ª coorte della Legion d'onore. Nel 1809, Napoleone lo nominò conte dell'impero francese.
Col crollo di Napoleone e del suo impero, fece ritorno in Germania dove re Federico Guglielmo III di Prussia lo elevò al rango di principe ereditario nel 1816. Il 15 aprile 1817 venne nominato al grado di maggiore e ottenne il comando di un battaglione nella Renania, ottenendo il 6 novembre 1818 il comando del 2º squadrone del II battaglione del Landwehr. Il 26 marzo 1820 venne associato al 39º reggimento di fanteria prussiano. Il principe divenne membro del parlamento della Renania nel 1826. Il 18 ottobre 1840 ricevette la II classe dell'Ordine dell'Aquila Rossa e l'11 dicembre 1840 il grado di colonnello. Nel 1847 entrò a far parte del primo parlamento tedesco e nel 1848 venne eletto anche al secondo. Il 17 ottobre 1850 divenne comandante del 17º reggimento del Landwehr. Divenne membro ereditario della Camera dei Signori di Prussia nel 1854 ed il 22 maggio 1858 ricevette il grado di Maggiore Generale.
Giuseppe di Salm-Reifferscheidt-Dick morì a Nizza il 21 marzo 1861. Non avendo avuto figli che potessero succedergli, alla sua morte il titolo di principe passò a suo nipote Alfredo, figlio di suo fratello Franz Joseph August.

## L'opera come botanico

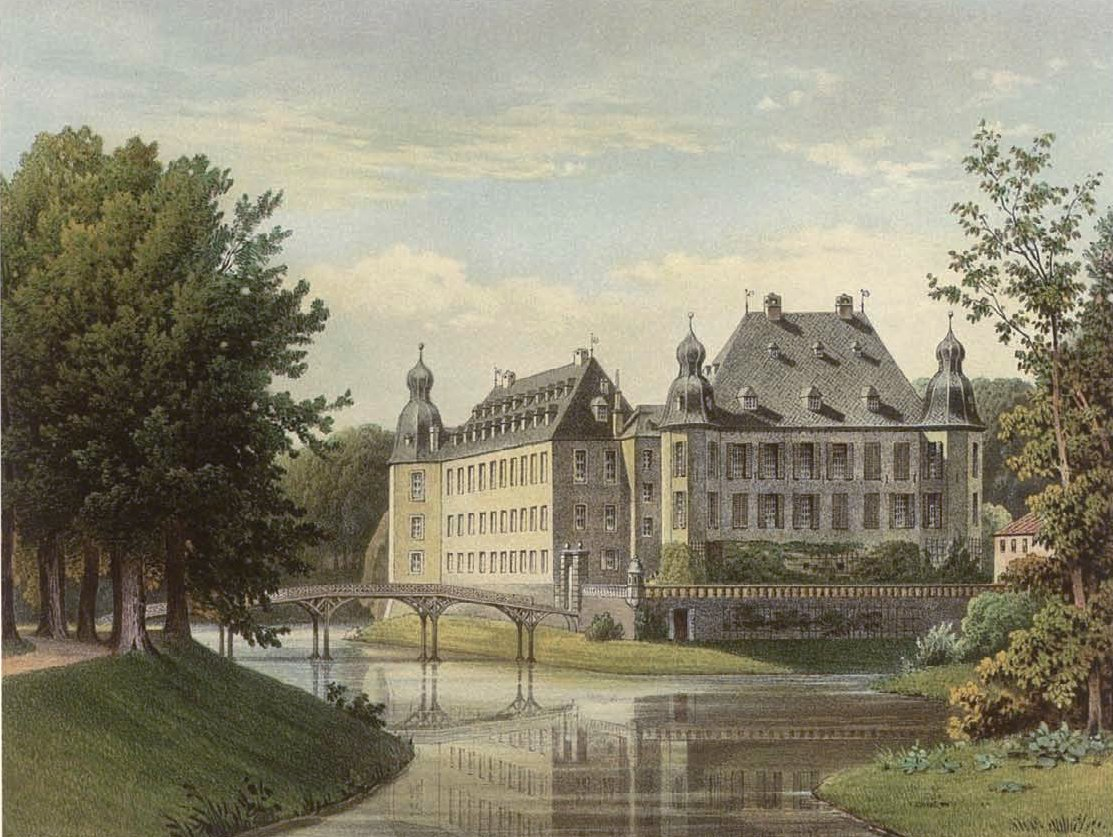
Il castello di Dyck in un disegno d'inizio Ottocento

Il principe era conosciuto come studioso e autore di opere di botanica, in particolare per la pubblicazione dell'Hortus Dyckensis, una descrizione dell'orto botanico realizzato presso la sua residenza tedesca, dove  creò una biblioteca di opere di botanica provenienti da tutto il mondo (oggi non più esistente). In tale opera il principe documentò tutte le piante coltivate nel parco e nei giardini del castello, con cenni specifici e dettagliati alle piante grasse. Pubblicò poi l'opera Cacteae in horto Dyckensi cultae sulla famiglia dei cactus e sulla loro coltivazione che rimase il principale testo di riferimento sull'argomento sino al 1899 quando  venne pubblicato uno  studio più approfondito ed aggiornato da Karl Moritz Schumann.
Nel 1819 il principe venne eletto membro dell'Accademia tedesca di scienziati naturali (la "Leopoldina").
Da lui prese anche il nome la Dyckia della famiglia delle bromeliaceae, la Reifferscheidia della famiglia delle Dilleniaceae, la Salmiopuntia della famiglia delle cactaceae e la Salmea e la Salmeopsis, della famiglia delle asteraceae.

## Opere

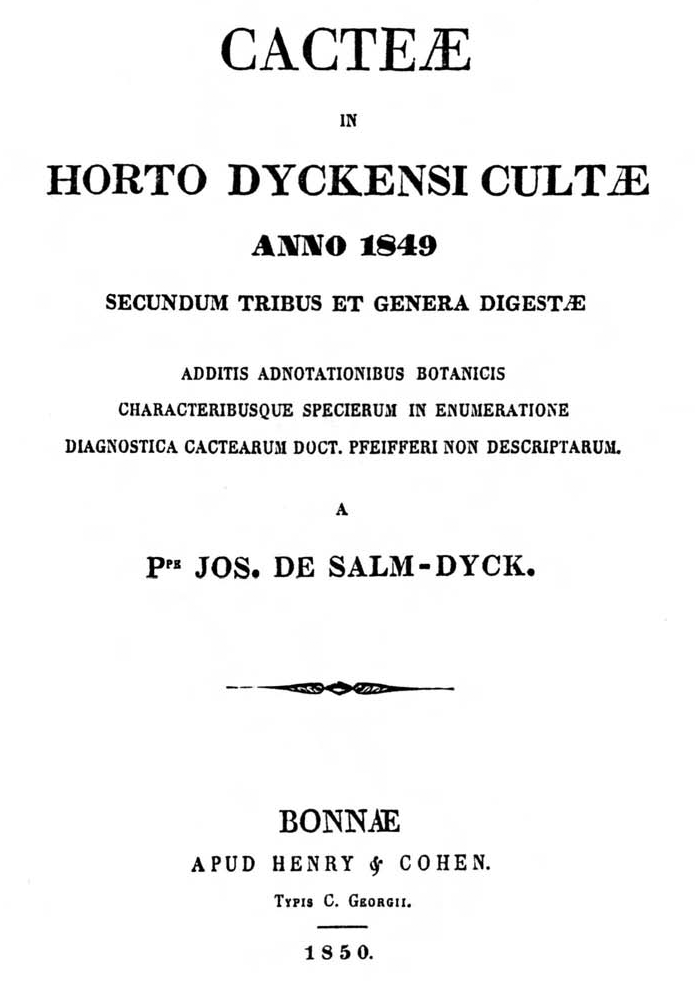
Frontespizio di Cacteae in horto Dyckensi cultae del 1849

- Liste des Plantes Grasses, Cultivées dans les Jardins de M. le Comte de Salm, à Dyck. Düsseldorf ca. 1809.
- Plantae succulentae horti Dyckensis. Düsseldorf 1816.
- Verzeichniß der verschiedenen Arten und Abarten des Geschlechts Aloe […] Düsseldorf 1817 (EN) Taxon profile: (online), su BioLib.cz, Biological Library. URL consultato il {{{3}}}..
  - Catalogue raisonné des espèces et variétés d'Aloées […] Düsseldorf 1817.
- Plantae succulentae horti Dyckensis. Düsseldorf 1820.
- Observationes botanicae in horto notatae. Köln 1820.
- Observationes botanicae in horto notatae. Köln 1821.
- Observationes botanicae in horto notatae. Anno 1822. Köln 1822 (online).
- Index plantarum succulentarum in horto Dyckensi cultae. Aachen 1822.
- Index plantarum succulentarum in horto Dyckensi cultarum. Aachen 1829 (online).
- Index plantarum succulentarum in horto Dyckensi cultarum. Aachen 1834.
- Hortus Dyckensis Oder Verzeichniss der in dem botanischen Garten zu Dyck wachsenden Pflanzen. Arnz & Comp., Düsseldorf 1834 (online).
  - Hortus Dyckensis ou Catalogue des plantes cultivées dan les jardins de Dyck. Arnz & Comp., Düsseldorf 1834 (online).
- Cacteae in horto Dyckensi cultae anno 1841 additis tribuum generumque characteribus emendatis. Düsseldorf/Bonn 1841.
- Cacteae in horto Dyckensi cultae anno 184. Düsseldorf 1842.
- Index plantarum succulentarum in horto Dyckensi cultarum. Aachen 1843.
- Cacteae in horto Dyckensi cultae anno 1844 additis tribuum generumque characteribus emendatis. Düsseldorf/Paris 1845 (online).
- Cacteae in horto Dyckensi cultae anno 1849, secundum tribus et genera digestæ additis adnotationibus botanicis characteribusque specierum in enumeratione diagnostica cactearum doct. Pfeifferi non descriptarum. Henry & Cohen, Bonn 1850 (online).

## Ascendenza
|                                                          |                                                     |                                                   | Genitori                                                   |  |  | Nonni |  |  | Bisnonni                                      |  |  | Trisnonni                                    |  |
|                                                          |                                                     |                                                   |                                                            |  |  |       |  |  | Ernesto Salentino di Salm-Reifferscheidt-Dyck |  |  | Ernesto Federico di Salm-Reifferscheidt-Dyck |  |
|                                                          |                                                     |                                                   |                                                            |  |  |       |  |  | Ernesto Salentino di Salm-Reifferscheidt-Dyck |  |  | Ernesto Federico di Salm-Reifferscheidt-Dyck |  |
|                                                          |                                                     | Maria Ursula di Leiningen-Dagsburg-Falkenburg     |                                                            |  |  |       |  |  | Ernesto Salentino di Salm-Reifferscheidt-Dyck |  |  |                                              |  |
| Francesco Ernesto di Salm-Reifferscheidt-Dyck            |                                                     |                                                   |                                                            |  |  |       |  |  | Ernesto Salentino di Salm-Reifferscheidt-Dyck |  |  |                                              |  |
|                                                          |                                                     | Klara Magdalena von Manderscheid                  | Philipp Dietrich von Manderscheid zu Kayl und Blanckenheim |  |  |       |  |  |                                               |  |  |                                              |  |
|                                                          |                                                     | Klara Magdalena von Manderscheid                  | Philipp Dietrich von Manderscheid zu Kayl und Blanckenheim |  |  |       |  |  |                                               |  |  |                                              |  |
|                                                          |                                                     | Klara Magdalena von Manderscheid                  | Elisabeth Amalia Lewenhaupt                                |  |  |       |  |  |                                               |  |  |                                              |  |
| Francesco Giovanni Guglielmo di Salm-Reifferscheidt-Dyck |                                                     | Klara Magdalena von Manderscheid                  |                                                            |  |  |       |  |  |                                               |  |  |                                              |  |
|                                                          |                                                     | Eugenio Alessandro di Thurn und Taxis             | Lamoral Claudio Francesco di Thurn und Taxis               |  |  |       |  |  |                                               |  |  |                                              |  |
|                                                          |                                                     | Eugenio Alessandro di Thurn und Taxis             | Lamoral Claudio Francesco di Thurn und Taxis               |  |  |       |  |  |                                               |  |  |                                              |  |
|                                                          |                                                     | Eugenio Alessandro di Thurn und Taxis             | Anna Franziska Eugenie van Hornes                          |  |  |       |  |  |                                               |  |  |                                              |  |
| Anna Franziska Luise von Thurn und Taxis                 |                                                     | Eugenio Alessandro di Thurn und Taxis             |                                                            |  |  |       |  |  |                                               |  |  |                                              |  |
|                                                          |                                                     | Anna Adelaide di Fürstenberg-Heiligenberg         | Ermanno Egon di Fürstenberg-Heiligenberg                   |  |  |       |  |  |                                               |  |  |                                              |  |
|                                                          |                                                     | Anna Adelaide di Fürstenberg-Heiligenberg         | Ermanno Egon di Fürstenberg-Heiligenberg                   |  |  |       |  |  |                                               |  |  |                                              |  |
|                                                          |                                                     | Anna Adelaide di Fürstenberg-Heiligenberg         | Maria Francesca di Fürstenberg-Stühlingen                  |  |  |       |  |  |                                               |  |  |                                              |  |
| Giuseppe di Salm-Reifferscheid-Dyck                      |                                                     | Anna Adelaide di Fürstenberg-Heiligenberg         |                                                            |  |  |       |  |  |                                               |  |  |                                              |  |
|                                                          | Sebastian Wunibald von Waldburg zu Zeil und Wurzach | Johann Jakob I von Waldburg zu Zeil und Wurzach   |                                                            |  |  |       |  |  |                                               |  |  |                                              |  |
|                                                          | Sebastian Wunibald von Waldburg zu Zeil und Wurzach | Johann Jakob I von Waldburg zu Zeil und Wurzach   |                                                            |  |  |       |  |  |                                               |  |  |                                              |  |
|                                                          | Sebastian Wunibald von Waldburg zu Zeil und Wurzach | Johanna von Wolkenstein-Trostburg                 |                                                            |  |  |       |  |  |                                               |  |  |                                              |  |
| Franz Ernst von Waldburg zu Zeil und Wurzach             | Sebastian Wunibald von Waldburg zu Zeil und Wurzach |                                                   |                                                            |  |  |       |  |  |                                               |  |  |                                              |  |
|                                                          |                                                     | Eva Maria von Lamberg zu Ortteneck und Ottenstein | Johann Franz von Lamberg zu Ortteneck und Ottenstein       |  |  |       |  |  |                                               |  |  |                                              |  |
|                                                          |                                                     | Eva Maria von Lamberg zu Ortteneck und Ottenstein | Johann Franz von Lamberg zu Ortteneck und Ottenstein       |  |  |       |  |  |                                               |  |  |                                              |  |
|                                                          |                                                     | Eva Maria von Lamberg zu Ortteneck und Ottenstein | Maria Constantia von Questenberg                           |  |  |       |  |  |                                               |  |  |                                              |  |
| Auguste von Waldburg zu Zeil und Wurzach                 |                                                     | Eva Maria von Lamberg zu Ortteneck und Ottenstein |                                                            |  |  |       |  |  |                                               |  |  |                                              |  |
|                                                          |                                                     | Franz Hugo von Königsegg-Rothenfels               | Albrecht Eusebius von Königsegg-Rothenfels                 |  |  |       |  |  |                                               |  |  |                                              |  |
|                                                          |                                                     | Franz Hugo von Königsegg-Rothenfels               | Albrecht Eusebius von Königsegg-Rothenfels                 |  |  |       |  |  |                                               |  |  |                                              |  |
|                                                          |                                                     | Franz Hugo von Königsegg-Rothenfels               | Klara Philippina Felicitas von Manderscheid                |  |  |       |  |  |                                               |  |  |                                              |  |
| Maria Eleonora von Königsegg-Rothenfels                  |                                                     | Franz Hugo von Königsegg-Rothenfels               |                                                            |  |  |       |  |  |                                               |  |  |                                              |  |
|                                                          |                                                     | Maria Franziska von Hohenzollern-Sigmaringen      | Francesco Antonio di Hohenzollern-Sigmaringen              |  |  |       |  |  |                                               |  |  |                                              |  |
|                                                          |                                                     | Maria Franziska von Hohenzollern-Sigmaringen      | Francesco Antonio di Hohenzollern-Sigmaringen              |  |  |       |  |  |                                               |  |  |                                              |  |
|                                                          |                                                     | Maria Franziska von Hohenzollern-Sigmaringen      | Marie Anna Eusebia von Königsegg-Aulendorf                 |  |  |       |  |  |                                               |  |  |                                              |  |
|                                                          |                                                     | Maria Franziska von Hohenzollern-Sigmaringen      |                                                            |  |  |       |  |  |                                               |  |  |                                              |  |